# Leusaba rufitarsis
Leusaba rufitarsis är en insektsart som först beskrevs av Kirby 1891.  Leusaba rufitarsis ingår i släktet Leusaba och familjen Tropiduchidae. Inga underarter finns listade i Catalogue of Life.